# Demétrio Domingos Carrilho
Demétrio Domingos Carrilho (29 giugno 1922 – 28 luglio 1989) è stato un calciatore portoghese, di ruolo attaccante.
Noto più comunemente come "Patalino".

## Carriera

### Nazionale
Ha collezionato tre presenze con la propria Nazionale.

## Statistiche

### Cronologia presenze e reti in Nazionale
| Cronologia completa delle presenze e delle reti in nazionale ― Portogallo | Cronologia completa delle presenze e delle reti in nazionale ― Portogallo | Cronologia completa delle presenze e delle reti in nazionale ― Portogallo | Cronologia completa delle presenze e delle reti in nazionale ― Portogallo | Cronologia completa delle presenze e delle reti in nazionale ― Portogallo | Cronologia completa delle presenze e delle reti in nazionale ― Portogallo | Cronologia completa delle presenze e delle reti in nazionale ― Portogallo | Cronologia completa delle presenze e delle reti in nazionale ― Portogallo |
| Data                                                                      | Città                                                                     | In casa                                                                   | Risultato                                                                 | Ospiti                                                                    | Competizione                                                              | Reti                                                                      | Note                                                                      |
| ------------------------------------------------------------------------- | ------------------------------------------------------------------------- | ------------------------------------------------------------------------- | ------------------------------------------------------------------------- | ------------------------------------------------------------------------- | ------------------------------------------------------------------------- | ------------------------------------------------------------------------- | ------------------------------------------------------------------------- |
| 15-5-1949                                                                 | Oeiras                                                                    | Portogallo                                                                | 3 – 2                                                                     | Galles                                                                    | Amichevole                                                                | 1                                                                         |                                                                           |
| 8-4-1951                                                                  | Oeiras                                                                    | Portogallo                                                                | 1 – 4                                                                     | Italia                                                                    | Amichevole                                                                | -                                                                         |                                                                           |
| 19-5-1951                                                                 | Liverpool                                                                 | Inghilterra                                                               | 5 – 2                                                                     | Portogallo                                                                | Amichevole                                                                | 1                                                                         |                                                                           |
| Totale                                                                    |                                                                           | Presenze                                                                  | 3                                                                         |                                                                           | Reti                                                                      | 2                                                                         |                                                                           |